# Joe Chambers
Joseph Arthur Chambers (* 25. Juni 1942 in Stoneacre, Virginia; † 28. September 2022) war ein US-amerikanischer Jazz-Schlagzeuger. Er gehörte zu einer Gruppe von Jazz-Musikern, die in den 1960er Jahren eine Vielzahl von wegweisenden Jazz-Alben, vor allem bei Blue Note Records, aufnahmen.

## Leben und Werk
Joe Chambers besuchte die Chester Highschool in Chester, später für ein Jahr das Philadelphia Conservatory und danach die American University in Washington, D.C. Danach trat Chambers in der Region und Washington, D.C. auf, bevor er 1963 nach New York ging.
Dort arbeitete er zunächst mit Musikern wie Eric Dolphy und Freddie Hubbard, mit dem er das Album Breaking Point im Jahr 1964 aufnahm. Er spielte Schlagzeug bei Jimmy Giuffre und Andrew Hill, ab Mitte der 1960er Jahre auch mit Bobby Hutcherson, Joe Henderson und Sam Rivers. Mit Wayne Shorter nahm er das Album Adam’s Apple im Jahr 1966 auf.
1970 wurde er Mitglied von Max Roachs Perkussionsensemble M'Boom; daneben trat er mit Jazzlegenden wie Sonny Rollins, Tommy Flanagan, Charles Mingus und Art Farmer auf. Mit Tommy Flanagan und Reggie Workman gründete er das Super Jazz Trio. Ende der 1970er Jahre wurde er Co-Leader der Band von Larry Young und spielte in der Band von Karl Ratzer mit Jeremy Steig und Eddie Gomez. In den 1980er Jahren spielte er Aufnahmen unter Chet Baker und Ray Mantilla ein.
Joe Chambers war auch als Lehrer aktiv, so an der New School for Jazz and Contemporary Music in New York, wo er die Outlaw Band führte. Im Jahr 2008 übernahm er den Thomas S. Kenan Lehrstuhl als Distinguished Professor of Jazz im Department für Musik an der University of North Carolina in Wilmington.

## Diskographische Hinweise

### Als Leader
- 1971: The Almoravid
- 1973: Almoravid, Muse
- 1976: New World, Finite
- 1977: Double Exposure, Muse
- 1981: New York Concerto
- 1991: Phantom of the City
- 1998: Mirrors, Blue Note
- 2006: The Outlaw
- 2010: Horace to Max

Mit M'Boom
- Re: Percussion, Strata-East, 1973
- M'Boom, Columbia, 1979
- Collage, Soul Note, 1984
- Dance Kobina, 2023

### Als Sideman
Mit Donald Byrd
- Mustang!, Blue Note, 1964
- Fancy Free, Blue Note, 1969

Mit Chick Corea
- Tones for Joan's Bones, Atlantic, 1966

Mit Miles Davis
- The Complete In A Silent Way Sessions, Columbia, 1969

Mit Art Farmer
- Something Tasty, Baystate, 1979

Mit Don Friedman
- Metamorphosis, Prestige Records, 1966

Mit Jimmy Giuffre
- New York Concerts: The Jimmy Giuffre 3 & 4, 1965, ed. 2014

Mit Joe Henderson
- Mode for Joe, Blue Note, 1966
- Joe Henderson Big Band, Polygram Records, 1992

Mit Andrew Hill
- Andrew!!!, Blue Note Records, 1964
- One for One, Blue Note Records, 1965
- Compulsion!!!!!, Blue Note Records, 1965

Mit Freddie Hubbard
- Breaking Point, Blue Note Records, 1964

Mit Bobby Hutcherson
- Dialogue, Blue Note Records, 1965
- Components, Blue Note Records, 1965
- Happenings, Blue Note Records, 1966
- Spiral, Blue Note Records, 1965–1968
- Oblique, Blue Note Records, 1967
- Patterns, Blue Note Records, 1968
- Total Eclipse, Blue Note Records, 1968
- Medina, Blue Note Records, 1969
- Now!, Blue Note Records, 1969

Mit Hubert Laws
- Wild Flower, Atlantic, 1972

Mit Charles Mingus
- Charles Mingus and Friends in Concert, Columbia, 1972
- Something Like A Bird, Atlantic Records, 1978
- Me, Myself and Eye, Atlantic Records, 1978

Mit Sam Rivers
- Contours, Blue Note Records, 1965

Mit Woody Shaw
- Cassandranite, Muse, 1965

Mit Archie Shepp
- Fire Music, Impulse!, 1965
- On This Night, Impulse!, 1965
- New Thing at Newport, Impulse!, 1965 (auch mit Aufnahmen von John Coltrane)
- For Losers, Impulse!, 1969
- Kwanza, Impulse!, 1969
- On Green Dolphin Street, Denon, 1977

Mit Wayne Shorter
- Et Cetera, Blue Note, 1965
- The All Seeing Eye, Blue Note, 1965
- Adam’s Apple, Blue Note, 1966
- Schizophrenia, Blue Note, 1967

Mit The Super Jazz Trio
- The Super Jazz Trio, Baystate Records, 1978
- The Standard, Baystate Records, 1980

Mit Hidefumi Toki
- City, Baystate Records, 1978

Mit Charles Tolliver
- Paper Man, Black Lion Records, 1969

Mit McCoy Tyner
- Tender Moments, Blue Note, 1967

Mit Miroslav Vitouš
- Infinite Search, Embryo/Atlantic, 1969

Mit Tyrone Washington
- Natural Essence, Blue Note, 1967

Mit Joe Zawinul
- Zawinul, Atlantic, 1970